# Hippopodina pulcherrima
Hippopodina pulcherrima är en mossdjursart som först beskrevs av Canu och Bassler 1928.  Hippopodina pulcherrima ingår i släktet Hippopodina och familjen Hippopodinidae. Inga underarter finns listade i Catalogue of Life.